# Gymnoleon exilis
Gymnoleon exilis är en insektsart som beskrevs av Banks 1911. Gymnoleon exilis ingår i släktet Gymnoleon och familjen myrlejonsländor. Inga underarter finns listade i Catalogue of Life.